# Siegmund Seligmann

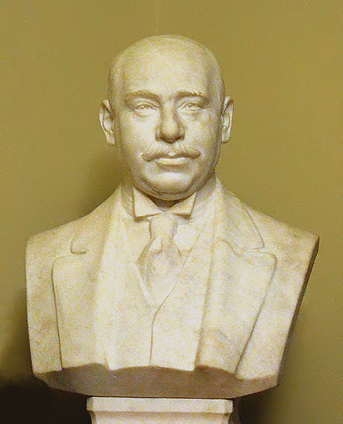
Büste Siegmund Seligmanns

Siegmund Seligmann (geboren 19. August 1853 in Verden (Aller); gestorben 12. Oktober 1925 in Hannover) war ein deutscher Kaufmann und Unternehmer. Er war der erste Generaldirektor der Gummiwerke Continental AG in Hannover.

## Leben

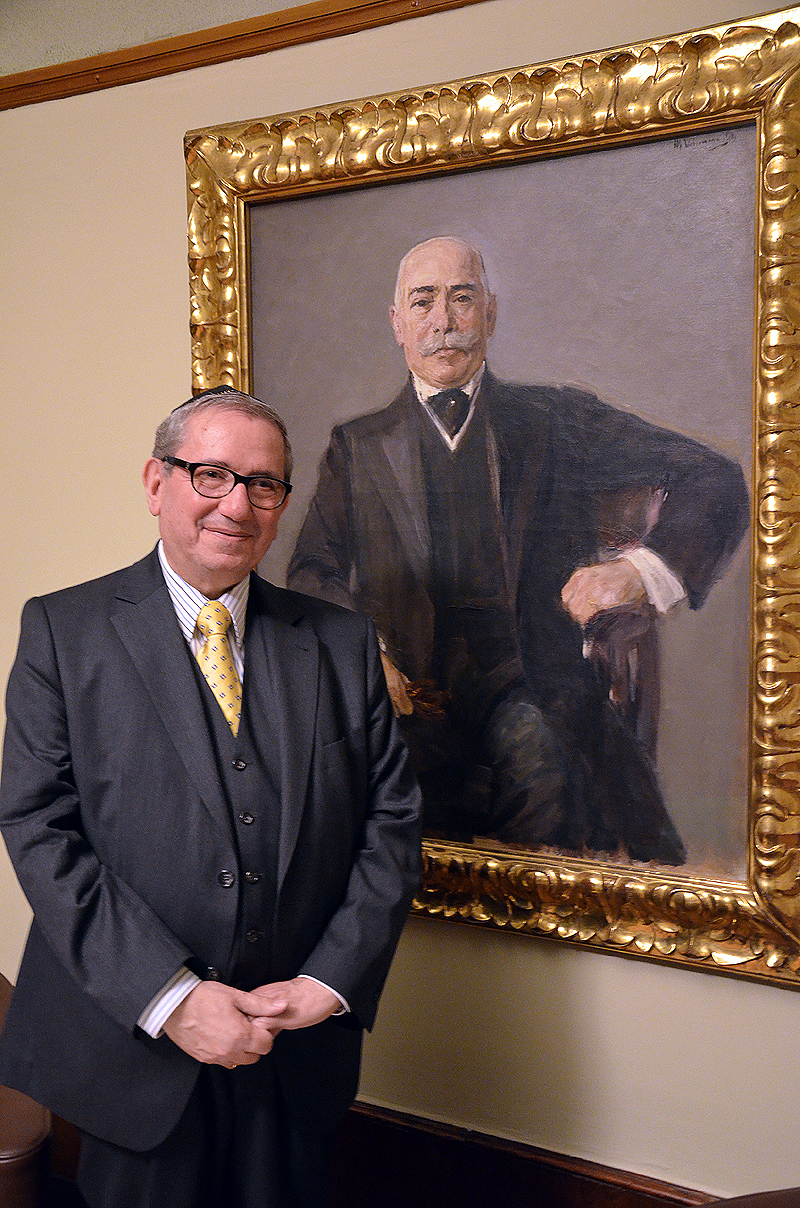
1910 durch Max Liebermann gemaltes Porträt Siegmund Seligmanns, davor Andor Izsák in der Villa Seligmann

Siegmund Seligmann wurde als Sohn eines jüdischen Lederhändlers in Verden geboren, wo er aufwuchs und das Domgymnasium besuchte. Anschließend absolvierte er in Harburg eine kaufmännische Lehre im Manufakturwarengeschäft von Moritz Meyer. Dann siedelte er nach Hannover über, um im Bankhaus Moritz Magnus seine erste Stelle als Kassenbeamter anzutreten. Im Jahre 1876 wurde er von seinem Chef Magnus mit der Prüfung der Finanzlage der 1871 gegründeten, jetzt angeschlagenen „Continental Caoutchouc & Gutta-Percha-Compagnie“, dem Vorläufer der Continental AG, in Hannover beauftragt. Seligmann befand die Firma lebensfähig und wurde quasi als Lohn für seine solide Arbeit vom Aufsichtsrat der Firma, dem auch Magnus angehörte, gebeten, in die Leitung der Firma einzutreten. Dies geschah am 7. April 1876, und schon im September desselben Jahres wurde Seligmann Prokurist und 1879 – im Alter von 26 Jahren – kaufmännischer Direktor sowie Vorstandsmitglied.
Damit begann der Aufstieg der Continental AG, die zu dieser Zeit etwa 250 Beschäftigte zählte, zu einem der größten Gummi- und Reifenproduzenten Deutschlands (1914: 13.000 Beschäftigte). Gemeinsam mit dem Chemiker Adolf Prinzhorn sorgte Seligmann für den nötigen Innovationsschub. So stellte die Continental AG seit 1892 als erste deutsche Firma Fahrrad-Luftreifen (sogenannte „Pneumatics“) her, 1898 begann sie mit der Produktion von profillosen Automobil-Luftreifen. Der Beginn des Automobilzeitalters zu Anfang des 20. Jahrhunderts war die große Stunde der Continental AG. 1904 entwickelte die Firma als erste in der Welt Profilreifen für Automobile. Der Export konnte stark gesteigert werden, vielenorts entstanden werkseigene Niederlassungen. Das Werk in Hannover-Vahrenwald wurde stark ausgebaut, 1912 entwarf der Architekt Peter Behrens den Bau eines repräsentativen Verwaltungsgebäudes an der Vahrenwalder Straße (heute Technologiezentrum der Stadt Hannover).
Seligmann und der Bettfedernfabrikant August Werner, ebenfalls Kommerzienrat, schenkten der Stadt Hannover die beiden Kaiserstatuen: Die mehr als 3 Meter hohen bronzenen Standbilder Kaiser Wilhelms I. und Wilhelms II. hatte der Berliner Bildhauer und Professor Adolf Brütt geschaffen. Sie wurden seitlich der großen Treppe in der Zentralhalle des Neuen Rathauses aufgestellt aber im Zweiten Weltkrieg für die Rüstungsproduktion eingeschmolzen.

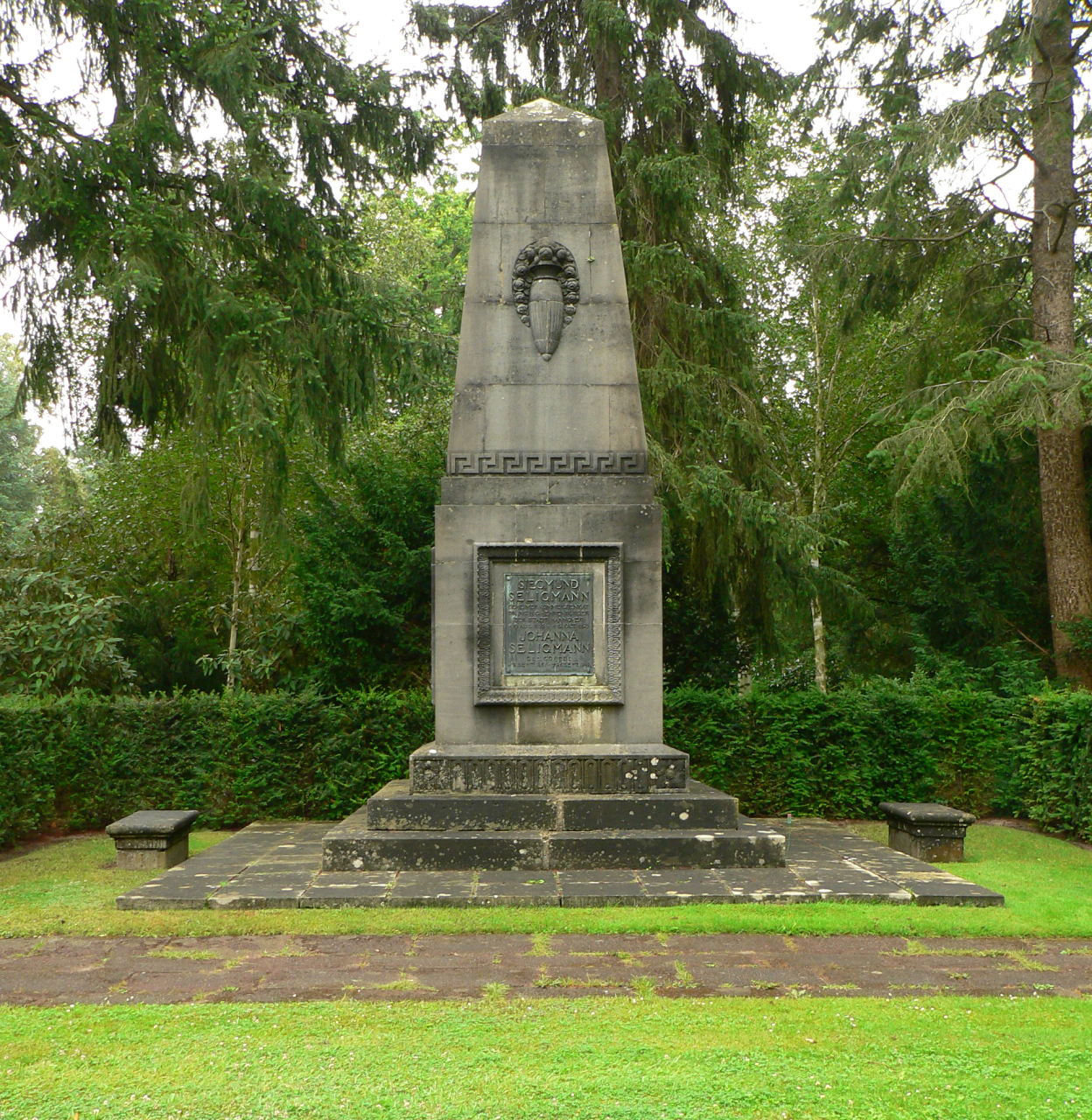
Grabstätte auf dem Stadtfriedhof Engesohde

Siegmund Seligmann weigerte sich zeitlebens, den Titel eines Generaldirektors zu tragen, andere Ehrungen dagegen lehnte er nicht ab. 1905 wurde er zum Kommerzienrat ernannt, 1914 zum Geheimen Kommerzienrat, 1921 wurde er Ehrendoktor der Technischen Hochschule Hannover und 1923 (anlässlich seines 70. Geburtstags) Ehrenbürger der Stadt Hannover. Von 1919 bis zu seinem Tod 1925 war er Mitglied des Senats der Kaiser-Wilhelm-Gesellschaft.
Seit 1883 war er mit Johanna Coppel (1861–1949), Tochter von Gustav Coppel, einem Industriellen aus Solingen, verheiratet. 1903/1906 ließ er sich von dem Architekten Hermann Schaedtler eine Jugendstilvilla in der Hohenzollernstraße 39, direkt am Stadtwald Eilenriede, erbauen (Villa Seligmann). Hannovers Stadtdirektor Heinrich Tramm, der hannoversche Industrielle Fritz Beindorff und der Harburger Gummiindustrielle Calmon gehörten zu seinem Freundeskreis, von Max Liebermann ließ Siegmund Seligmann sich in Öl porträtieren.
Sein Führungsstil in der Continental AG galt als patriarchalisch, aber menschlich. Da er das Büro auch am Sonntag zu besuchen pflegte, mussten es die leitenden Angestellten ebenfalls tun. Noch zu Lebzeiten kümmerte Seligmann sich um seine repräsentative Grabstelle auf dem Stadtfriedhof Engesohde, wie es einem Angehörigen des höheren Bürgertums und Ehrenbürger zustand. Sein Hausarchitekt Hermann Schaedtler entwarf einen hohen Obelisk als Grabmal, das innerhalb einer größeren Gräberabteilung (Abt. 28) noch durch eine symmetrische Wegzuführung herausgehoben wird.
Siegmund Seligmann starb 1925 im Alter von 72 Jahren. In Hannover wurde die Seligmannallee nach ihm benannt.
Seine Witwe Johanna siedelte 1931 in die Schweiz über und starb 1949 in Luzern. Sein Sohn Edgar, der noch unter der Ägide des Vaters 1921 in die Firmenleitung und 1926 in den Vorstand der Continental eingetreten war, blieb in Hannover. Nach dem Wegzug seiner Mutter 1931 veräußerte er die Villa Seligmann an die Stadt Hannover weit unter Wert für 60.000 Reichsmark. Kurz nach der Machtübernahme der Nationalsozialisten von 1933 schied Edgar Seligmann aus der Firma Continental auf eigenen Wunsch aus. Bei den Novemberpogromen drangen  am 10. November 1938 SA-Angehörige in sein Haus ein und verschleppten ihn in das KZ Buchenwald. Nach zwei Wochen Haftzeit wurde er entlassen und flüchtete noch 1938 zu seiner Mutter Johanna Seligmann in die Schweiz. 1939 verstarb er dort an den Folgen der in der Haft erlittenen Misshandlungen.

## Siegmund Seligmann-Stiftung

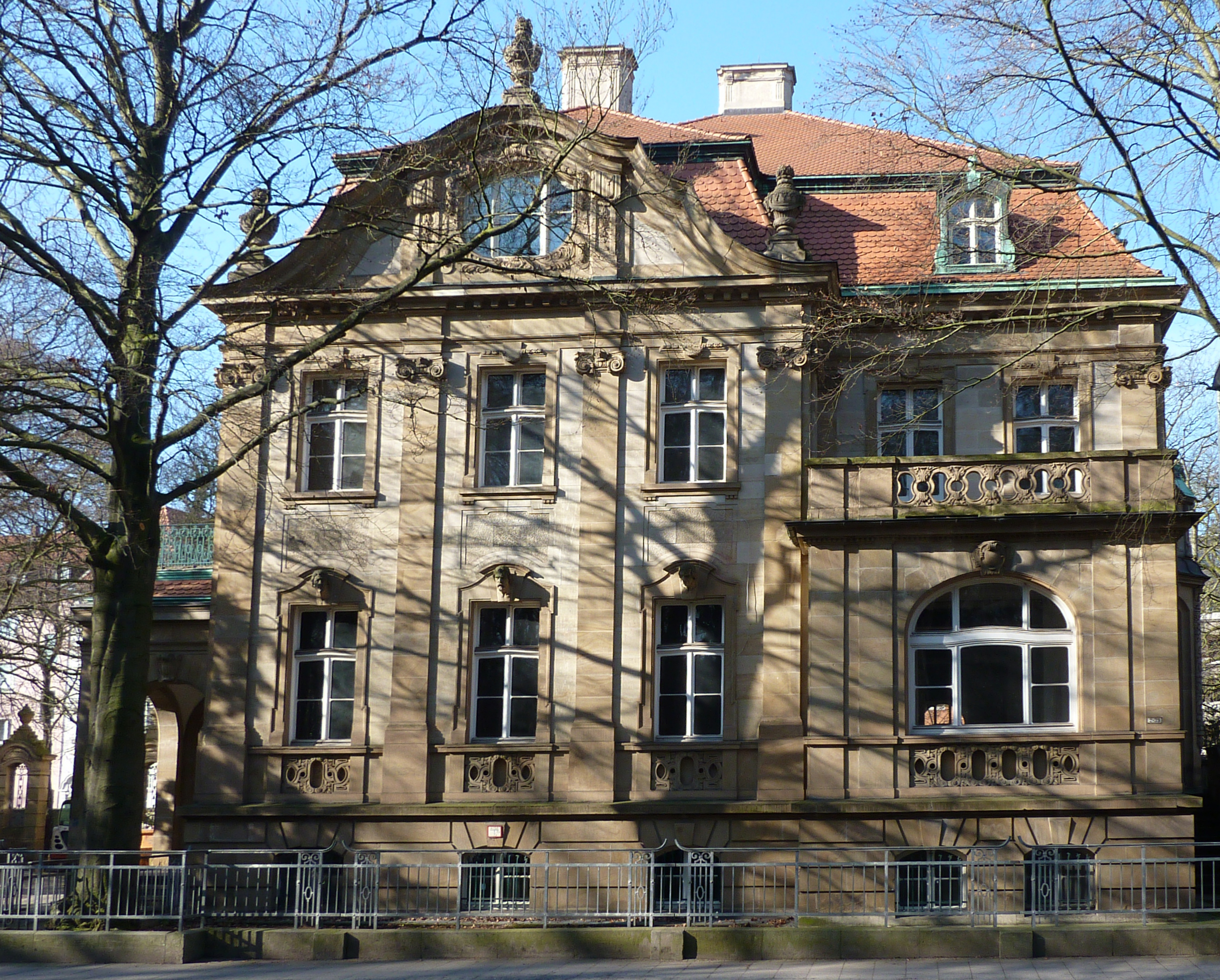
Die Villa Seligmann, gesehen von der Eilenriede

Siegmund Seligmann wurde als Namenspatron für die rechtsfähige Stiftung bürgerlichen Rechts gewählt, die vom Musikwissenschaftler  Andor Izsák initiiert wurde, um die Erforschung der jüdischen Musikgeschichte und der jüdischen sakralen Musik zu fördern. Sie unterstützt damit die Arbeit des Europäischen Zentrums für jüdische Musik, seit 1992 ein Institut der Hochschule für Musik und Theater Hannover. Zur Einrichtung einer Forschungs- und Begegnungsstätte zur jüdischen Musik erwarb die Stiftung 2006 die Villa Seligmann. 2012 konnte das Gebäude nach Umbauten als Ort für kulturelle Veranstaltungen eröffnet werden.